# Solomon Sibley

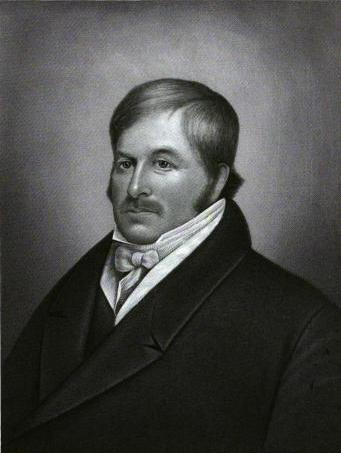
Solomon Sibley

Solomon Sibley (* 7. Oktober 1769 in Sutton, Province of Massachusetts Bay; † 4. April 1846 in Detroit, Michigan) war ein US-amerikanischer Politiker. Zwischen 1820 und 1823 vertrat er das Michigan-Territorium als Delegierter im US-Repräsentantenhaus.

## Werdegang
Solomon Sibley war der Vater von Henry Hastings Sibley (1811–1891), der von 1858 bis 1860 Gouverneur von Minnesota war und davor als Kongressdelegierter für das Wisconsin- und das Michigan-Territorium fungiert hatte. Nach der Grundschule studierte Sibley bis 1794 am College of Rhode Island, der späteren Brown University in Providence. Im Anschluss an ein Jurastudium und seine im Jahr 1795 erfolgte Zulassung als Rechtsanwalt begann er in Marietta im damaligen Nordwestterritorium in seinem neuen Beruf zu arbeiten. Heute liegt die Stadt im Staat Ohio. Im Jahr 1797 zog er nach Detroit, wo er weiterhin als Jurist arbeitete. Dort war er zunächst einer von nur zwei Rechtsanwälten.
Gleichzeitig schlug Sibley eine politische Laufbahn ein. Im Jahr 1799 wurde er in das Parlament des Nordwestterritoriums gewählt. 1806 wurde er Bürgermeister der Stadt Detroit. Während des Britisch-Amerikanischen Krieges von 1812 nahm er an der erfolglosen Verteidigung von Detroit teil. Zwischen 1814 und 1817 war er Revisor im Michigan-Territorium. Zwischen 1815 und 1823 amtierte er auch als Bundesstaatsanwalt in diesem Territorium.
Nach dem Rücktritt des Kongressdelegierten William Woodbridge wurde Sibley bei der fälligen Nachwahl als dessen Nachfolger in das US-Repräsentantenhaus in Washington, D.C. gewählt, wo er am 20. November 1820 sein neues Mandat antrat. Nach einer Wiederwahl bei den regulären Kongresswahlen des Jahres 1820 konnte er das Michigan-Territorium bis zum 3. März 1823 im US-Repräsentantenhaus vertreten. In dieser Zeit handelte er zusammen mit Lewis Cass mit den einheimischen Indianern einen Friedensvertrag aus. 1822 verzichtete Sibley auf eine erneute Kandidatur für den Kongress.
Im Jahr 1824 wurde er von Präsident James Monroe zum Richter am obersten Gerichtshof seines Territoriums ernannt. Dabei war er als Chief Justice sogar dessen Vorsitzender. Dieses Amt bekleidete er bis 1837; dann musste er wegen eines Gehörleidens zurücktreten. In den folgenden Jahren arbeitete er wieder als Anwalt in Detroit. Dort ist er am 4. April 1846 auch verstorben. Solomon Sibley war mit Sarah Whipple Sproat (1782–1851) verheiratet, mit der er acht Kinder hatte, darunter den oben erwähnten Sohn Henry.